# 프라카농

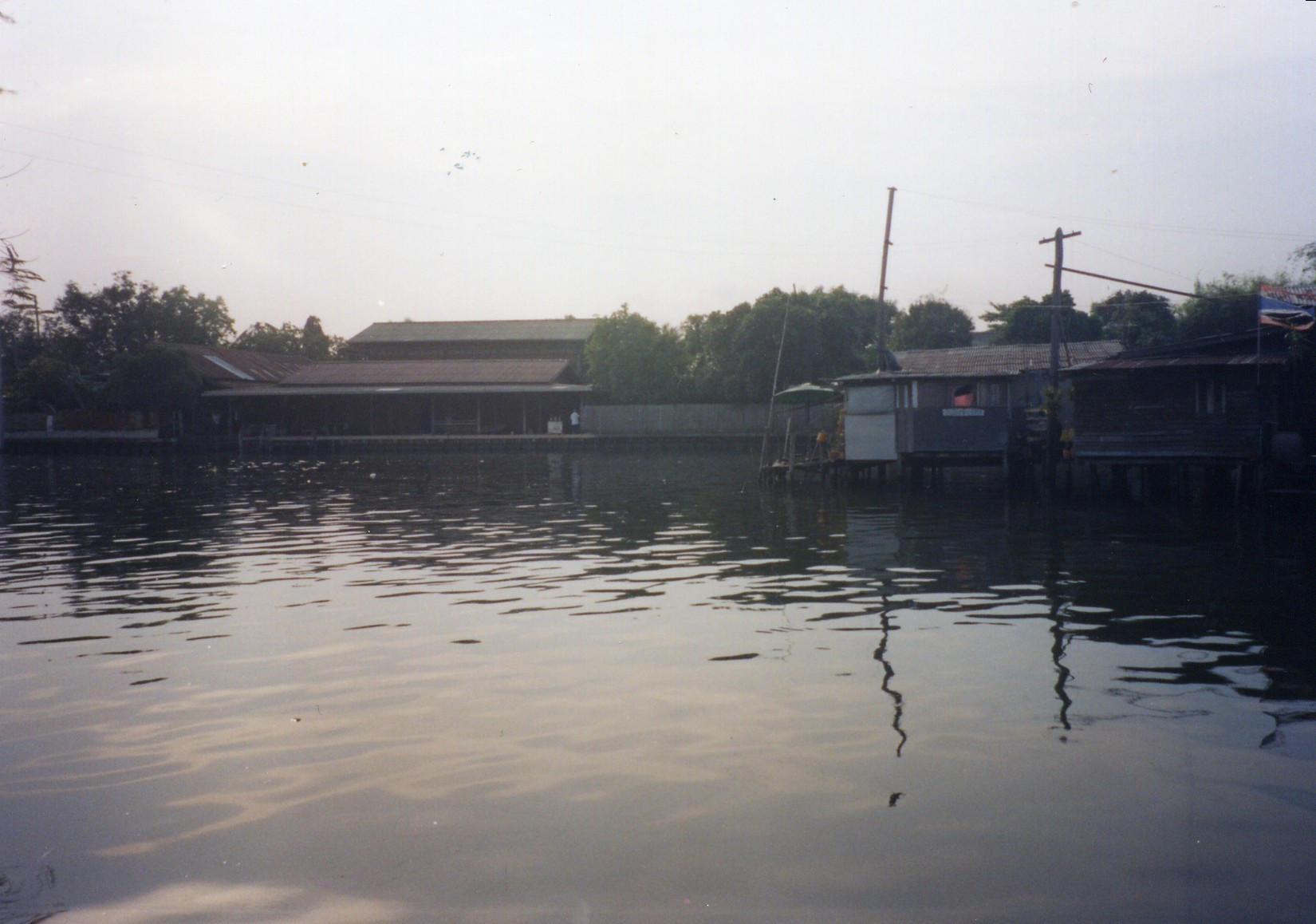

프라카농(태국어: พระโขนง)은 방콕의 행정 구역이다. 이 지역의 총 인구 수는 2017년 기준으로 90354명이다. 인구 밀도는 6,473.18km2이다.

## 행정 구역
| 1. | Bang Chak        | บางจาก    |
| 2. | Phra Khanong Tai | พระโขนงใต้ |

## 교통
2011년 8월에 완료된 BTS 스카이트레인 노선 확장에는 프라카농 지역에 방착(Bang Chak)과 푼나위티(Punnawithi)라는 2개의 역이 있다.